# Oilskin
oilskin er et vandtæt type tekstil, der typisk bruges i tøj til sejlere, friluftsliv og andre aktiviteter som er forbundet med meget vand. Moderne oilskin blev udviklet af newzealænderen Edward Le Roy i 1898. Han brugte udtjente sejlerklæder, som han behandlede med en blanding af linolie og voks til at fremstille vandtæt tøj der kunne bruges på dækket ombord på et skib i dårligt vejr.